# Jean-Baptiste Philibert Vaillant

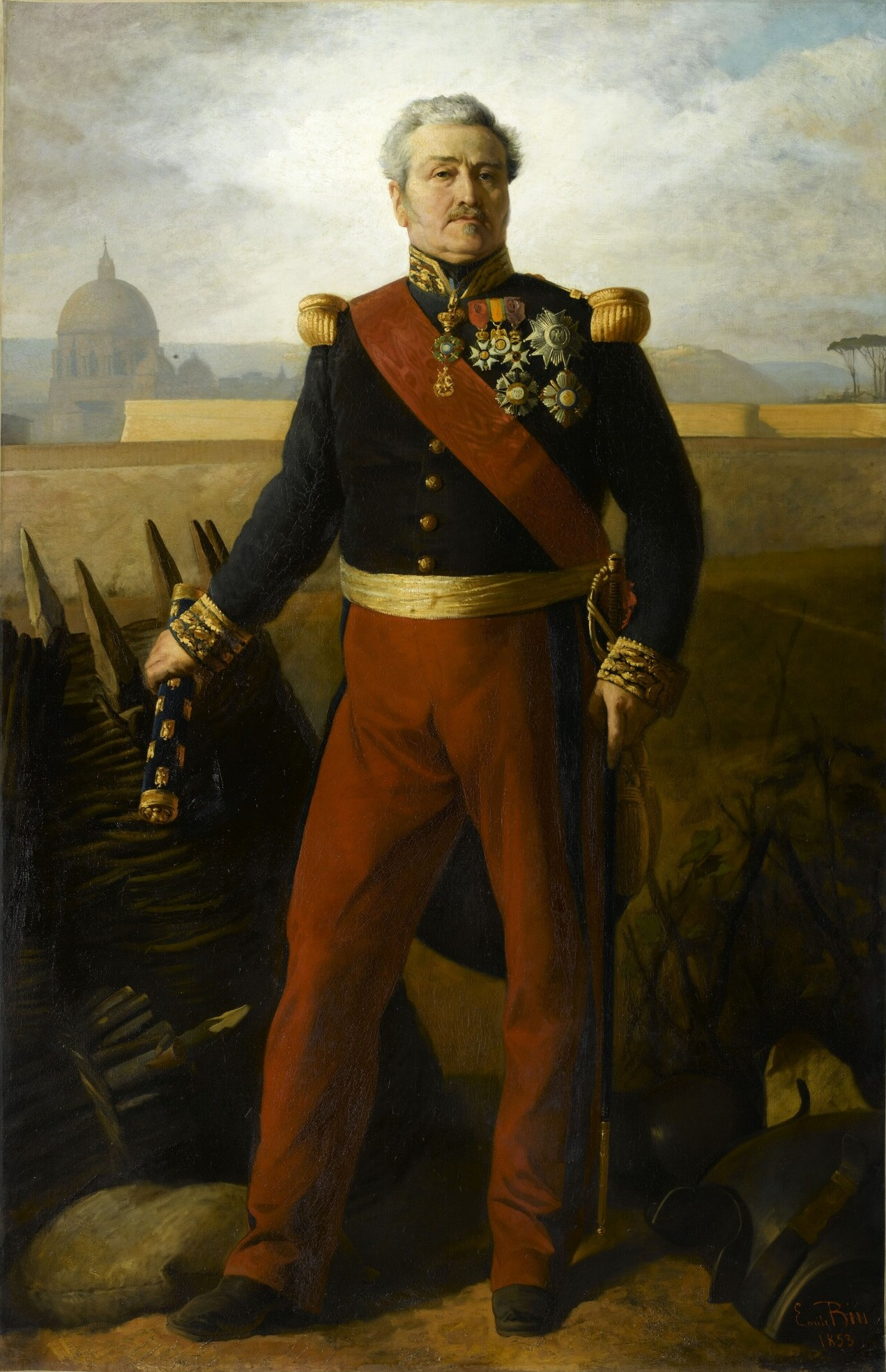
Jean-Baptiste Vaillant

Jean-Baptiste-Philibert Vaillant (* 6. Dezember 1790 in Dijon; † 4. Juni 1872 in Paris) war Marschall von Frankreich und Kriegsminister.

## Leben
Vaillant trat 1809 in das Geniekorps ein, begleitete 1812 als Adjutant von Général François Nicolas Benoît Haxo auf dem russischen Feldzug, wurde 1813 in der Schlacht bei Kulm (29./30. August 1813) gefangen genommen. Er beteiligte sich während Napoleons Herrschaft der Hundert Tage an der Befestigung von Paris und kämpfte bei Ligny (16. Juni 1815) und Waterloo (18. Juni 1815).
Den Feldzug gegen Algier 1830 machte er als Chef de bataillon mit, nahm hierauf als Lieutenant-colonel am französischen Einmarsch in Belgien 1831 und an der Belagerung der Zitadelle von Antwerpen 1832 teil, war 1837/1838 Festungsdirektor in Algier und erhielt dann das Kommando über die École polytechnique. Er gab diese Stelle auf, um 1845 – im Rang eines Général de corps d’armée – die Leitung bei den Pariser Festungsbauten zu übernehmen.
Im Mai 1849 erhielt er das Kommando der Genietruppen beim römischen Expeditionskorps und erwarb sich bei der Belagerung Roms den Rang eines Marschalls von Frankreich. 1854 übernahm er das Kriegsministerium und 1860 das Portefeuille des kaiserlichen Hauses.
Ab 1856 war er Ehrenmitglied der Russischen Akademie der Wissenschaften in Sankt Petersburg sowie seit 1853 Mitglied der Académie des sciences. Im Januar 1864 erhielt er die Würde eines Großkanzlers der Ehrenlegion. 1870 nach dem Sturz des Zweiten Kaiserreichs aus Frankreich verbannt, kehrte er 1871 nach Paris zurück und starb dort am 4. Juni 1872.